# Jacob Svinggaard
Jacob Svinggaard (født 27. september 1967) er en tidligere dansk fodboldspiller.

## På banen
Jacob Svinggaard trådte sine første fodboldstøvler i Ølholm Boldklub lidt udenfor Vejle, men blev tidligt en del af den talentfulde trup i Vejle Boldklub, der fulgte i kølvandet på mesterskabsholdet fra 1984. 
I Vejle Boldklub brillierede Svinggaard med sin fine teknik i perioden fra 1985-1992. Han opnåede i samme periode en del kampe på de danske ungdomslandshold samt en enkelt optræden på det danske  A-landshold.
I 1991 rykkede  VB ud af den bedste række efter 36 år i toppen af dansk fodbold. Som konsekvens heraf skiftede Jacob Svinggaaard i 2002 til B1909. Her spillede han et par sæsoner, inden han rykkede videre til tyske Fortuna Köln.
I august 1996 blev han hentet til FC København. Han fik en imponerende start i klubben og scorede tre mål i seks Superliga-kampe, inden han løb ind i en alvorlig skade, der tvang ham til at indstille karrieren i 1998 som 30-årig.

## Udenfor banen
I juni 2007 blev Jacob Svinggaard ejer af den eksklusive natklub Nasa, som har beliggenhed i Boltens Gård, i København.